# Gynacantha immaculifrons
Gynacantha immaculifrons là một loài chuồn chuồn ngô thuộc họ Aeshnidae. Nó được tìm thấy ở the Cộng hòa Dân chủ Congo, Malawi, và Tanzania. Môi trường sinh sống tự nhiên của nó ở các khu rừng thấp ẩm nhiệt đới hoặc cận nhiệt đới và vùng đất ngập nước có cây bụi. Nó bị đe dọa mật môi trường sống.